# OpenBSD
OpenBSD er et frit styresystem i UNIX-familien med rødder i det oprindelige Berkeley Software Distribution (BSD).
OpenBSD er udviklet af programmører fra hele verden, koordineret af projektlederen Theo de Raadt, en softwareingeniør fra Calgary, Alberta, Canada.
Første udgave af OpenBSD udkom i 1995 som en fork af NetBSD-projektet, som Theo de Raadt tidligere var en del af.
OpenBSDs primære fokus er sikkerhed; de lægger stor vægt på at de kun har haft to sikkerhedshuller i standardinstallationen i over 10 år. Det er ligeledes OpenBSD-projektet der står bag sikkerhedsinitiativer såsom SSH-implementationen OpenSSH, der er standard i de fleste moderne Linux- og BSD-systemer, samt firewallen PF, som siden er blevet porteret til både FreeBSD og NetBSD.